# Hr.Ms. Evertsen (1929)
De Hr.Ms. Evertsen is een Nederlandse voormalige torpedobootjager van de Admiralenklasse.
Het schip werd gebouwd door Burgerhout's Machinefabriek en Scheepswerf NV uit Rotterdam. Op 1 maart, een dag na de slag om de Javazee, werd het schip tijdens de slag in de Straat van Soenda door de Japanse marine onder vuur genomen. Er ontstond brand op het voor- en achterschip. De bemanning moest het schip daarop verlaten. Van de 149-koppige bemanning lieten er drie het leven. De rest werd na negen dagen gevangengenomen en naar interneringskampen afgevoerd.